# Tjejerna gör uppror (TV-serie)
Tjejerna gör uppror är en svensk TV-serie i tre delar från 1977, regisserad av  Judith Hollander. Serien bygger på Frøydis Guldahls roman med samma namn från 1973 och i rollerna ses bland andra Marianne Ekström, Patricia Åsbrink, Martha Branting och Ann-Charlotte Lithman.

## Handling
13-åringarna Asta, Liv, Kerstin och Tone upptäcker att de inte får göra saker som de vill och samtidigt måste göra sånt som de inte vill på grund av att de är flickor. De går till angrepp mot gamla vanor och förlegade mönster i skolan, hemma och i förorten där de bor.

## Avsnitt
1. Vi ska göra uppror, det ska vi (17 april 1977)
2. Tjejligan har en massa viktiga saker att göra (24 april 1977)
3. Heja Tjejligan (1 maj 1977)

## Rollista
| Marianne Ekström      | – Liv                             |
| Patricia Åsbrink      | – Kerstin Hellgren                |
| Martha Branting       | – Asta Andersson                  |
| Ann-Charlotte Lithman | – Tone Meijdal                    |
| Inger Liljefors       | – Mette, Livs mor                 |
| John Harryson         | – Arne, Livs pappa, taxichaufför  |
| Urban Persson         | – Lars, Livs bror                 |
| Emelie Lagergren      | – Kerstins mor                    |
| Per-Axel Arosenius    | – Kerstins far                    |
| Tommy Landgren        | – Petter, Kerstins bror           |
| Anita Ekström         | – Astas mor                       |
| Hilkka Östman         | – Tones mamma, snabbköpskassörska |
| Björn Granath         | – Tones far                       |
| Svante Bergström      | – Nisse                           |
| Hans Bendrik          | – Andersén                        |
| Marrit Ohlsson        | – syslöjdsläraren                 |
| Sten Hedman           | – slöjdläraren                    |
| Björn Gedda           | – Andersson, biologilärare        |
| Maj-Britt Lindholm    | – ekonomiläraren                  |
| Anders Ahlbom         | – historieläraren                 |
| Leif Liljeroth        | – rektorn                         |
| Gus Dahlström         | – vaktmästaren                    |
| Svea Holst            | – gammal dam på gatan             |

## Om serien
Serien sändes i tre avsnitt mellan den 17 april och 1 maj 1977. Den repriserades senare samma år samt i januari 1982 och i januari 2001. Den producerades av Bert Sundberg för Moviemakers Sweden AB och Sveriges Radio AB TV2. Musiken komponerades av Jojje Wadenius.